# Déodat Gratet de Dolomieu
Dieudonné Sylvain Guy Tancrède de Dolomieu normalment conegut com a Déodat de Dolomieu (Dolomieu, Isère, 23 de juny de 1750 – Châteauneuf, Saona i Loira 28 de novembre de 1801) va ser un geòleg francès. El mineral dolomita, la roca dolomia i el gran cràter del volcà Piton de la Fournaise tenen aquest nom en honor seu.
Déodat de Dolomieu nasqué al Dauphiné, França, sent un dels 11 fills del marquès de Dolomieu i de la seva esposa Marie-Françoise de Berénger. Dolomieu inicià la carrera militar als 12 anys dins dels Cavallers de Sant Joan (també anomenats Cavallers Hospitaller o Cavallers de Malta. Va fer excursions científiques a través d'Europa, recollint minerals, espècimens i visitant zones mineres. Es va interessar especialment per la mineralogia, la volcanologia i la formació de les serralades de muntanyes. Al contrari que en el cas del geòleg James Hutton no va fer teories o principis científics.
Durant un dels seus treballs de camp als Alps del Tirol (avui en part dins d'Itàlia) Dolomieu descobrí una roca calcària que no entrava en efervescència com sí que ho feia la pedra calcària. Aquesta roca va ser anomenada dolomita per Nicolas-Théodore de Saussure. Actualment es coneixen també com les muntanyes Dolomites, del nord-est d'Itàlia, per haver estat el primer lloc on es va descriure la roca dolomita.
Dolomieu, de primer va ser un ardent partisà dins la Revolució francesa, que començà el 1789. Però l'assassinat del seu amic el Duc de la Rochefoucauld i el guillotinament d'alguns parents seus el tornà en contra de la revolució. Cap a 1798 Dolomieu va ser un dels científics invitats a l'expedició de Napoleó Bonaparte a Egipte, però el mateix any emmalaltí a Alexandria i el seu vaixell de tornada va ser capturat a Tàrent on va ser fet presoner de guerra i després passa a la presó de Messina en molt males condicions. Talleyrand, el ministre d'afers estrangers francès intentà negociar el seu retorn. Napoleó conquerí Itàlia l'any 1800 i va alliberar Dolomieu.